# 朱祐㭶
繁昌榮戾王朱祐㭶（1514年—1572年），明朝鄭藩第二代繁昌王，繁昌恭定王朱見庶四子，明仁宗朱高熾玄孫。

## 生平
嘉靖十二年（1533年），生父朱見逝世；因其兄长皆早逝无嗣，朱祐㭶遂于嘉靖十六年（1537年）袭封繁昌王。
朱祐㭶品行不端，他与盟津王府庶人朱祐橏、東垣王朱厚炯等人皆胡作非为，最终遭到朝廷责罚，被削去三分之一的俸禄及粮食。鄭恭王朱厚烷因罪被废黜为庶人后，朱祐㭶原本也被提名为鄭藩宗理人选，但明世宗最终选择了其堂弟庐江王朱祐㭿为郑藩宗理，主管郑王府事务。
隆庆六年（1572年），朱祐㭶逝世，时年五十九岁，朝廷赐他下諡“榮戾”，以示对其恶行的不满。十二年后的万历十二年（1584年）其庶长子朱厚爃受册袭封繁昌王。